# Clocks
Clocks is een nummer van de Britse rockgroep Coldplay en afkomstig van het tweede studioalbum album A rush of blood to the head uit 2002. Op 21 februari 2003 werd het nummer op single uitgebracht. Op 10 maart dat jaar volgden Australië, Nieuw-Zeeland en Japan.

## Coldplay
Clocks is de derde single van het tweede album van de Britse rockgroep Coldplay, A Rush of Blood to the Head. Het nummer werd wereldwijd een grote hit. 
In Nederland stond de single 17 weken genoteerd in de Nederlandse Top 40 op destijds Radio 538, waarvan een aantal weken op de 2e positie. In de publieke hitlijst; toentertijd de Mega Top 50 op Radio 3FM, stond de single maar liefst 25 weken genoteerd, waarvan 1 week op de 2e positie. 
In België behaalde de single géén notering in zowel de Vlaamse Ultratop 50 als de Vlaamse Radio 2 Top 30 en de Waalse Ultratop 50.
De single(s) zijn uitgegeven (in verschillende versies) in het Verenigd Koninkrijk, Europa, Australië, Japan, Nederland, Frankrijk en de Verenigde Staten. Ook is er een speciale 12" vinylsingle te verkrijgen waarvan maar 1000 oplages zijn gemaakt.
Mede dankzij televisiereclames is Clocks nog steeds de bestverkochte single op Apples iTunes.
Het nummer is opgenomen in Air Studios te Londen op het einde van de opnames voor het tweede album.
De hoes van de single is gemaakt door Sølve Sundsbø en symboliseert zanger en pianist van Coldplay, Chris Martin.

### Tracklist

#### Verenigd Koninkrijk/Europa
1. Clocks (albumversie) - 5:06
2. Crest of Waves - 3:38

#### Verenigd Koninkrijk/Europa excl. Nederland
1. Clocks (albumversie) - 5:06
2. Crest of Waves - 3:38
3. Animals - 5:35

#### Nederlandse Limited Edition

##### CD1
1. Clocks (edit) - 4:11
2. Politik (live) - 6:53
3. Shiver (live) - 5:26
4. Daylight (live) - 5:48

##### CD2
1. Clocks (albumversie) - 5:06
2. Trouble (live) - 4:44
3. The Scientist (live) - 5:18
4. Green Eyes - Mooie Ellebogen (live) - 5:16

##### CD3
1. Clocks (live) - 5:31
2. In My Place (live) - 3:51
3. Everything's Not Lost (live) - 8:47
4. Yellow (live) - 4:44

De livenummers zijn opgenomen in de Ahoy te Rotterdam op 5 november 2002. De singles worden los van elkaar verkocht. CD1 is een digipack, met ruimte voor CD2 en CD3. "Mooie Ellebogen" is een Nederlandstalig nummer, geschreven door Coldplay.

#### Verenigd Koninkrijk/Europa dvd-single
1. Clocks (video) - 4:11
2. Politik (live) en foto-galerij - 6:45
3. In My Place (live) - 3:58
4. Interview-materiaal

Nummer 2 is opgenomen in Wembley te Londen op 21 oktober 2002.

Nummer 3 is opgenomen in Manchester op 11 oktober 2002.

#### Verenigd Koninkrijk Limited Edition 12" vinyl
1. Clocks (Royksopp Trembling Heart Mix) - 5:41
2. Clocks (Royksopp Trembling Heart Instrumental Mix) - 5:41
3. God Put A Smile Upon Your Face (Def Inc. Remix - Coldplay feat. Mr. Thing) - 5.25

#### Verenigd Koninkrijk Limited Edition 7" vinyl
1. Clocks (albumversie) - 5:06
2. Crest of Waves - 3:38

#### Australië
1. Clocks (edit) - 4:11
2. Crest of Waves - 3;38
3. Animals - 5:35
4. Yellow (live) - 5:14
5. In My Place (live) - 3:58

Nummer 4 is opgenomen tijdens een radiosessie op KCRW op 10 december 2001.

Nummer 5 is opgenomen in Manchester op 11 oktober 2002.

#### Japan
1. Clocks (edit) - 4:11
2. Crest of Waves - 3;38
3. Animals - 5:35
4. Murder - 5:35
5. In My Place (live) - 3:58
6. Yellow (live) - 5:14
7. In My Place (video) - 3:48
8. Clocks (video) - 4:11

Nummer 5 is opgenomen in Manchester op 11 oktober 2002.

Nummer 6 is opgenomen tijdens een radiosessie op KCRW op 10 december 2001.

#### Franse Limited Edition
1. Clocks (edit) - 4:11
2. Crest of Waves - 3:38
3. Animals - 5:35

#### Verenigde Staten Limited Edition
1. Clocks (edit) - 4:11
2. Yellow (live) - 5:11

Nummer 2 is opgenomen in de Hollywood Bowl in Hollywood op 31 mei 2003.

## Hitnoteringen

### Nederlandse Top 40
| Hitnotering: 12-04-2003 t/m 02-08-2003 | Hitnotering: 12-04-2003 t/m 02-08-2003 | Hitnotering: 12-04-2003 t/m 02-08-2003 | Hitnotering: 12-04-2003 t/m 02-08-2003 | Hitnotering: 12-04-2003 t/m 02-08-2003 | Hitnotering: 12-04-2003 t/m 02-08-2003 | Hitnotering: 12-04-2003 t/m 02-08-2003 | Hitnotering: 12-04-2003 t/m 02-08-2003 | Hitnotering: 12-04-2003 t/m 02-08-2003 | Hitnotering: 12-04-2003 t/m 02-08-2003 | Hitnotering: 12-04-2003 t/m 02-08-2003 | Hitnotering: 12-04-2003 t/m 02-08-2003 | Hitnotering: 12-04-2003 t/m 02-08-2003 | Hitnotering: 12-04-2003 t/m 02-08-2003 | Hitnotering: 12-04-2003 t/m 02-08-2003 | Hitnotering: 12-04-2003 t/m 02-08-2003 | Hitnotering: 12-04-2003 t/m 02-08-2003 | Hitnotering: 12-04-2003 t/m 02-08-2003 | Hitnotering: 12-04-2003 t/m 02-08-2003 |
| Week:                                  | 1                                      | 2                                      | 3                                      | 4                                      | 5                                      | 6                                      | 7                                      | 8                                      | 9                                      | 10                                     | 11                                     | 12                                     | 13                                     | 14                                     | 15                                     | 16                                     | 17                                     |                                        |
| -------------------------------------- | -------------------------------------- | -------------------------------------- | -------------------------------------- | -------------------------------------- | -------------------------------------- | -------------------------------------- | -------------------------------------- | -------------------------------------- | -------------------------------------- | -------------------------------------- | -------------------------------------- | -------------------------------------- | -------------------------------------- | -------------------------------------- | -------------------------------------- | -------------------------------------- | -------------------------------------- | -------------------------------------- |
| Positie:                               | 19                                     | 14                                     | 11                                     | 2                                      | 2                                      | 3                                      | 4                                      | 11                                     | 20                                     | 19                                     | 19                                     | 14                                     | 14                                     | 20                                     | 22                                     | 28                                     | 33                                     | uit                                    |

### Mega Top 50
| Hitnotering: 08-03-2003 t/m 23-08-2003 | Hitnotering: 08-03-2003 t/m 23-08-2003 | Hitnotering: 08-03-2003 t/m 23-08-2003 | Hitnotering: 08-03-2003 t/m 23-08-2003 | Hitnotering: 08-03-2003 t/m 23-08-2003 | Hitnotering: 08-03-2003 t/m 23-08-2003 | Hitnotering: 08-03-2003 t/m 23-08-2003 | Hitnotering: 08-03-2003 t/m 23-08-2003 | Hitnotering: 08-03-2003 t/m 23-08-2003 | Hitnotering: 08-03-2003 t/m 23-08-2003 | Hitnotering: 08-03-2003 t/m 23-08-2003 | Hitnotering: 08-03-2003 t/m 23-08-2003 | Hitnotering: 08-03-2003 t/m 23-08-2003 | Hitnotering: 08-03-2003 t/m 23-08-2003 |
| Week:                                  | 1                                      | 2                                      | 3                                      | 4                                      | 5                                      | 6                                      | 7                                      | 8                                      | 9                                      | 10                                     | 11                                     | 12                                     | 13                                     |
| -------------------------------------- | -------------------------------------- | -------------------------------------- | -------------------------------------- | -------------------------------------- | -------------------------------------- | -------------------------------------- | -------------------------------------- | -------------------------------------- | -------------------------------------- | -------------------------------------- | -------------------------------------- | -------------------------------------- | -------------------------------------- |
| Positie:                               | 96                                     | 87                                     | 82                                     | 86                                     | 28                                     | 7                                      | 6                                      | 5                                      | 2                                      | 3                                      | 3                                      | 5                                      | 15                                     |
| Week:                                  | 14                                     | 15                                     | 16                                     | 17                                     | 18                                     | 19                                     | 20                                     | 21                                     | 22                                     | 23                                     | 24                                     | 25                                     |                                        |
| Positie:                               | 20                                     | 21                                     | 31                                     | 32                                     | 34                                     | 40                                     | 57                                     | 62                                     | 61                                     | 67                                     | 68                                     | 72                                     | uit                                    |

### NPO Radio 2 Top 2000
| Nummer met noteringen in de NPO Radio 2 Top 2000 | '03 | '04 | '05 | '06 | '07 | '08 | '09 | '10 | '11 | '12 | '13 | '14 | '15 | '16 | '17 | '18 | '19 | '20 | '21 | '22 | '23 | '24 |
| ------------------------------------------------ | --- | --- | --- | --- | --- | --- | --- | --- | --- | --- | --- | --- | --- | --- | --- | --- | --- | --- | --- | --- | --- | --- |
| Clocks                                           | 733 | 10  | 7   | 9   | 6   | 11  | 8   | 8   | 8   | 9   | 12  | 20  | 29  | 36  | 46  | 57  | 80  | 96  | 116 | 89  | 83  | 67  |

1. ↑  Een vetgedrukt getal geeft de hoogste notering aan.
2. ↑  2003 was het eerste jaar met een notering voor dit nummer.

## Ron van den Beuken
In 2003 kwam de Nederlandse producer Ron van den Beuken onder de naam Clokx met een cover van Clocks. Deze cover bereikte de 52e positie in de Nederlandse B2B Single Top 100.

### Hitnotering

#### B2B Single Top 100
| Hitnotering: 12-07-2003 t/m 02-08-2003 | Hitnotering: 12-07-2003 t/m 02-08-2003 | Hitnotering: 12-07-2003 t/m 02-08-2003 | Hitnotering: 12-07-2003 t/m 02-08-2003 | Hitnotering: 12-07-2003 t/m 02-08-2003 | Hitnotering: 12-07-2003 t/m 02-08-2003 |
| Week:                                  | 1                                      | 2                                      | 3                                      | 4                                      |                                        |
| -------------------------------------- | -------------------------------------- | -------------------------------------- | -------------------------------------- | -------------------------------------- | -------------------------------------- |
| Positie:                               | 52                                     | 53                                     | 73                                     | 88                                     | uit                                    |

## Rhythms del Mundo
Eind 2006 werd het nummer Clocks geremixt voor het album Rhythms del Mundo van de Buena Vista Social Club. Op dit album werden voornamelijk al bekende popliedjes "ver-cubaniseerd", oftewel swingender gemaakt. Zo ook Clocks, waar vele blazers en percussie aan toe werd gevoegd. Het album werd gemaakt om aandacht te vragen voor de klimaatsverandering. Clocks was het eerste nummer op het album, en werd in 2007 wéér een (radio)hit.

### Hitnotering

#### VlaamseRadio 2 Top 30
| Hitnotering: 30-12-2006 t/m 10-03-2007 | Hitnotering: 30-12-2006 t/m 10-03-2007 | Hitnotering: 30-12-2006 t/m 10-03-2007 | Hitnotering: 30-12-2006 t/m 10-03-2007 | Hitnotering: 30-12-2006 t/m 10-03-2007 | Hitnotering: 30-12-2006 t/m 10-03-2007 | Hitnotering: 30-12-2006 t/m 10-03-2007 | Hitnotering: 30-12-2006 t/m 10-03-2007 | Hitnotering: 30-12-2006 t/m 10-03-2007 | Hitnotering: 30-12-2006 t/m 10-03-2007 | Hitnotering: 30-12-2006 t/m 10-03-2007 | Hitnotering: 30-12-2006 t/m 10-03-2007 | Hitnotering: 30-12-2006 t/m 10-03-2007 |
| Week:                                  | 1                                      | 2                                      | 3                                      | 4                                      | 5                                      | 6                                      | 7                                      | 8                                      | 9                                      | 10                                     | 11                                     |                                        |
| -------------------------------------- | -------------------------------------- | -------------------------------------- | -------------------------------------- | -------------------------------------- | -------------------------------------- | -------------------------------------- | -------------------------------------- | -------------------------------------- | -------------------------------------- | -------------------------------------- | -------------------------------------- | -------------------------------------- |
| Positie:                               | 27                                     | 9                                      | 13                                     | 7                                      | 7                                      | 9                                      | 9                                      | 9                                      | 19                                     | 18                                     | 27                                     | uit                                    |

#### NPO Radio 2 Top 2000
| Nummer met noteringen in de NPO Radio 2 Top 2000 | '21  | '22  | '23  |
| ------------------------------------------------ | ---- | ---- | ---- |
| Clocks                                           | 1577 | 1777 | 1754 |

1. ↑  Een vetgedrukt getal geeft de hoogste notering aan.
2. ↑  2021 was het eerste jaar met een notering voor dit nummer.
3. ↑  Deze tabel is bijgewerkt tot en met de laatste editie (2024).

## Tessa Belinfante
In de derde liveshow van het derde seizoen van The voice of Holland zong Tessa Belinfante op 23 november 2012 haar versie van het nummer Clocks. Het nummer was na de uitzending gelijk verkrijgbaar als muziekdownload en kwam een week later op nummer 21 binnen in de Nederlandse B2B Single Top 100.

### Hitnotering

#### B2B Single Top 100
| Hitnotering: 01-12-2012 t/m 08-12-2012 | Hitnotering: 01-12-2012 t/m 08-12-2012 | Hitnotering: 01-12-2012 t/m 08-12-2012 | Hitnotering: 01-12-2012 t/m 08-12-2012 |
| Week:                                  | 1                                      | 2                                      |                                        |
| -------------------------------------- | -------------------------------------- | -------------------------------------- | -------------------------------------- |
| Positie:                               | 21                                     | 51                                     | uit                                    |